# رامون روس
رامون روس  (بالإسبانية: Ramón Ros) (2 فبراير 1981 برشلونة إسبانيا) هو لاعب كرة قدم إسباني يلعب كوسط ميدان.